# Ваккариццо-Альбанезе
Ваккариццо-Альбанезе (італ. Vaccarizzo Albanese, сиц. Vaccarizzu, арберез.: Vakarici) — муніципалітет в Італії, у регіоні Калабрія,  провінція Козенца.
Ваккариццо-Альбанезе розташоване на відстані близько 420 км на південний схід від Рима, 80 км на північ від Катандзаро, 36 км на північний схід від Козенци.
Населення — 1156 осіб (2014).
Покровитель — Madonna di Costantinopoli.

## Демографія
Населення за роками:

Станом на 1 січня 2023 року в муніципалітеті офіційно проживало 146 іноземців з 12 країн, серед них 24 громадяни країн Євросоюзу та 3 громадяни України.

## Сусідні муніципалітети
- Акрі
- Сан-Козмо-Альбанезе
- Сан-Джорджо-Альбанезе